# Рора, Краснодар
Краснодар Рора (хорв. Krasnodar Rora; 23 марта 1945, Вис, Сплитско-Далматинская жупания — 12 ноября 2020, Загреб) — хорватский футболист, полузащитник, и тренер.

## Клубная карьера
Начал свою профессиональную карьеру футболиста Рора в «Шибенике». В 1964 году перешёл в загребское «Динамо», где стал ключевым игроком золотого поколения клуба, которое выиграло Кубок ярмарок 1966/1967 — первый и единственный европейский трофей команды.
Достигнув 28 лет (минимальный возраст, с которого югославские футболисты могут переехать за границу), он присоединился к бельгийскому «Стандарду», которым руководили югославы Влатко Маркович и Неделько Булатович. В 1975 году переехал во Францию, где провёл два сезона в клубе «Нанси» вместе с молодым Мишелем Платини под руководством тренера Антуана Редина.

## Карьера за сборную
Дебют за национальную сборную Югославии состоялся 1 ноября 1967 года в победном товарищеском матче против сборной Нидерландов (2:1). В составе «синих» выступал вместе с несколькими своими товарищами по «Динамо» из финала Кубка ярмарок 1967 года, такими как Рудольф Белин, Младен Рамляк и Славен Замбата. Однако единственными двумя игроками «Динамо», которых главный тренер Райко Митич в конечном итоге вызвал на финальный турнир чемпионата Европы 1968 года в июне, были Белин и Рамляк, а Югославия выиграла серебряные медали. Его последним международным матчем стал отборочный матч чемпионата мира против Испании в октябре 1968 года.

## Карьера тренера
Рора завершил карьеру футболиста в 1978 году, в возрасте 33 лет, после одного сезона за французсую команду «Агно», где помог им выиграть региональный кубок Эльзаса. В 1983 году он недолгое время был помощником тренера Бранко Зебеца в франкфуртском «Айнтрахте», заменив Ульриха Майера.
Затем он вернулся на родину и работал тренером молодёжной команды в загребском «Динамо». Возглавлял в разное время «Радник» (Велика-Горица), «Шибеник» и «Цибалию».

## Смерть
Он умер 12 ноября 2020 года, в возрасте 75 лет, в Загребе.

## Достижения

### Как игрок
«Динамо» (Загреб)
- Обладатель Кубка ярмарок: 1966/67
- Обладатель Кубка Югославии: 1964/65, 1968/69